# 진스딩
진스딩(金世鼎(금세정, 김세정), 1908년 8월 8일 ~ 1994년 2월 1일)은 1949년 8월 15일 국부천대 이후 중화민국 타이완 정부 1세대 법조인 겸 정치인이며 대학 교수(중화민국 법관 출신의 변호사)였다.

## 주요 이력
중화민국 법관 출신인 그는 1931년에 법관으로 법조 분야 첫 입문하였으며 1944년 이후부터 중화민국 타이완 지역으로 옮겨가서 법관 생활을 하였고 중화민국 타이완 타이베이 지역에서 일본국 패망을 목도하였으며 법관 퇴직을 한 1968년 이후로는 대학 교수(법학과 교수)와 변호사 분야에만 정진하였다. 로마 법률학에 정통하였다.